# Borgosesia
Borgosesia és un municipi italià a Valsesia, una vall alpina situada al Piemont, a la província de Vercelli. És el nucli més poblat de Valsesia i el segon de la província de Vercelli. L'any 2022 comptava amb 12.098 habitants.

## Geografia
Borgosesia és un municipi dins el Parc Natural del Monte Fenera situat als peus del Monte Barone, a 354 metres sobre el nivell del mar, en un territori muntanyós. El riu Sesia travessa el municipi a la part baixa de Valsesia, al límit amb Novara. Borgosesia limita amb els municipis pròxims de Cellio con Breia, Grignasco Guardabosone, Postua, Quarona, Valduggia i Serravalle Sesia.

## Orígens del nom
El topònim és una paraula composta del llatí i la llengua germànica-walser. La paraula "Borgo" del burgus, en llatí i burg, en llengua walser, derivant en Ël Borgh en piemontès i Zar Burg en Walser. Es refereix etimològicament al "centre rural fortificat" habitat pel poble, en contraposició al castrum o castellum, "casa del senyor", mentre que "Sesia" es refereix al riu que travessa la ciutat.

## Història
Fundada l'any 14 aC., va ser rebatejada pels llatins "Seso" i va prendre diversos noms al llarg del temps, des de Borgofranco fins a l'actual Borgosesia.
A l'època medieval era propietat dels comtes de Biandrate. Va patir el domini espanyol com bona part de la regió piamontesa. El 1600 va ser afectada per la pesta negra.
Les famoses jaquetes vermelles que portaven les milícies dirigides per Giuseppe Garibaldi anomenades Garibaldini (garibaldines), es teixien a Borgosesia en les fàbriques que després van passar a l'empresa Zegna Baruffa Lane Borgosesia (antiga Manifattura Lane Borgosesia). Una d'aquestes prendes es conserva a la biblioteca local.
Durant la Segona Guerra Mundial, es van patir durs enfrontaments entre els liderats per Cino Moscatelli, i les milícies republicanes. El 22 de desembre de 1943, els soldats de la 1a Legió d'Assalt "M" "Tagliamento" dirigits per Merico Zuccari afusellaren deu homes, inclòs l'antic alcalde de Varallo al mur de l'església de Sant Antonio de Borgosesia. L'abril de 1944 els soldats del "Tagliamento" van tornar a Borgosesia  afusellant tres partisans a la Piazza Frascotti i el 18 de juliol en van assassinar sis més a prop del cementiri.
Borgosesia també és recordada per ser la ciutat on va centrar la seva activitat el partisà i aleshores senador Cino Moscatelli, una de les figures més destacades de les Brigades Garibaldi a nivell nacional, protagonitzant durs enfrontaments amb les forces feixistes que es van produïr pels volts de la ciutat. Per això hi ha nombrosos monuments als executats a la mateixa ciutat i pels boscos dels voltants).

## Símbols
L'escut municipal de Borgosesia ha estat oficialitzat pel Decret del Govern. de 27 de gener de 1959 i representa una àguila en ple vol sobre les dues muntanyes verdes, entre les que discorre un riu. El penó municipal, atorgat per decret del president de la República de 5 de març de 1959, és de color blau.

## Monuments i llocs d'interès
- El Sacro Monte del Santuari de Sant'Anna di Montrigone (Sacro Monte del Santuario di Sant'Anna di Montrigone) és un complex arquitectònic religiós que forma part d'aquest sistema de Muntanyes Sagrades prealpines que es va desenvolupar entre els segles XVI i XVII.Santuari de Sant' Anna in Montrigone

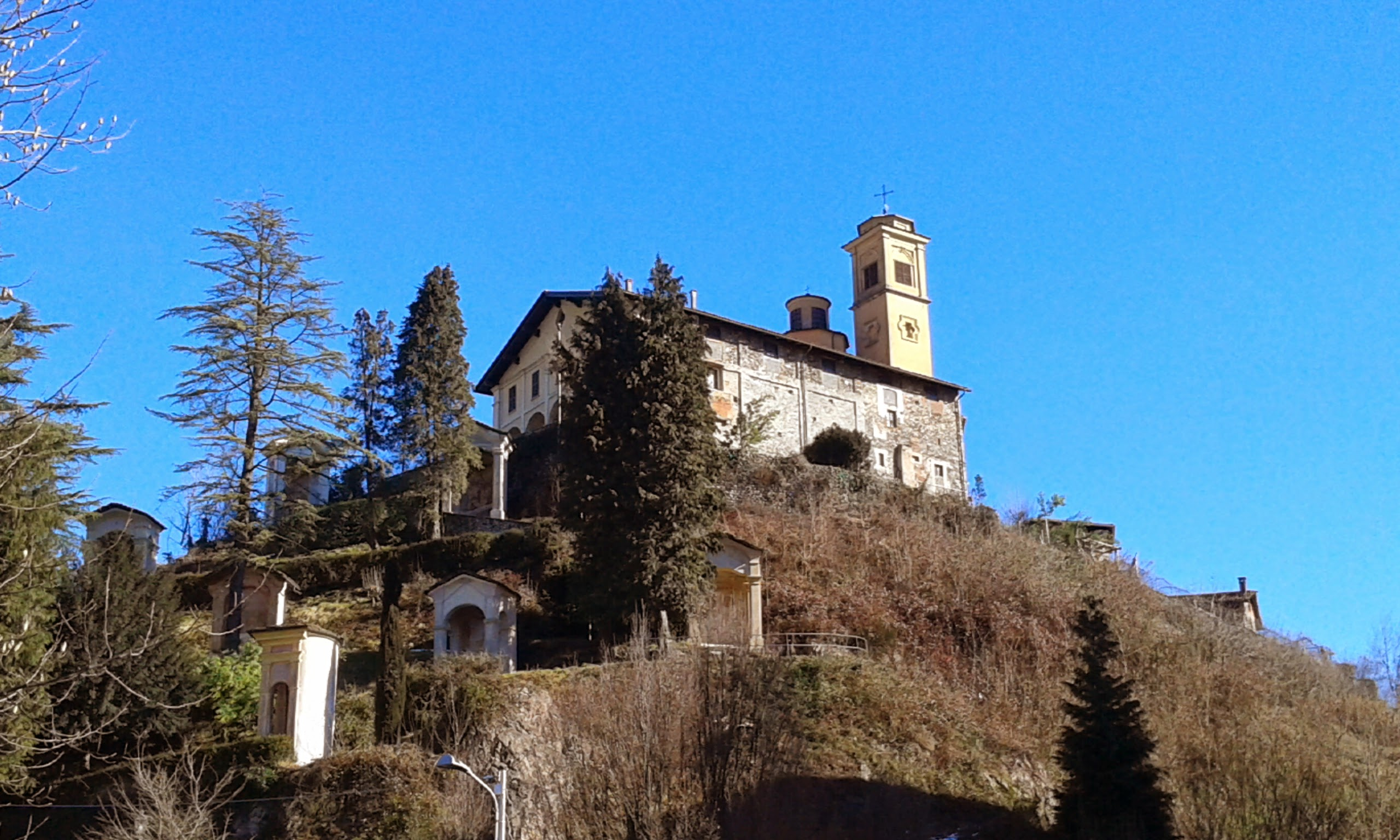
Santuari de Sant' Anna in Montrigone

- L'església de Sants Pere i Pau (Chiesa dei Santi Pietro e Paolo), situada a la Piazza Martiri, va ser construïda en estil barroc a la segona meitat del segle XVII. Més tard, el 1852, es va bastir una façana neoclàssica[4]A l'interior s'hi conserven: Una deposició de la creu de Martinolio, (Deposizione dalla Croce di Martinolio),coneguda com "il Rocca", que es remunta al segle XVII. Una Sagrada Família del segle XVI atribuïda a Ferrari.[4] Frescos atribuïts a Tanzio da Varallo. Políptic, pintat el 1539 per Lanino.

- Església de Sant Antoni (Chiesa di Sant'Antonio)

- Església de Santa Marta (Chiesa di Santa Marta)
- Església de l'Anunciació (Chiesa dell'Annunciazione)

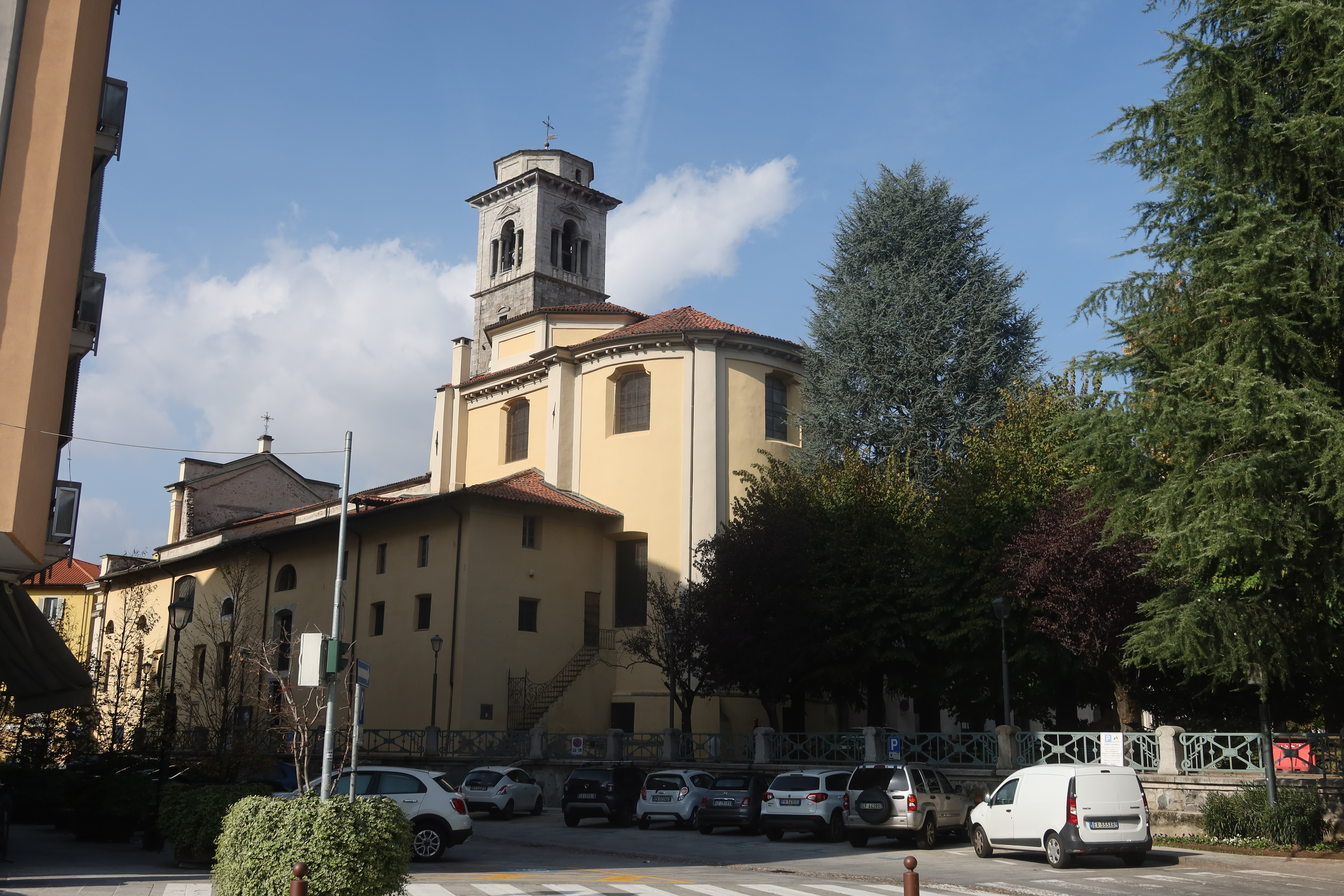
Església de Sant Pere i Sant Pau

- Oratori de Sant Grat (Oratorio di San Grato)

- Oratori de Sant Roc (Oratorio di San Rocco)

- Església de Santa Maria Assunta i San Gotard, (Chiesa di Santa Maria Assunta e San Gottardo) a Rozzo
- Església de Sant Joan Evangelista (Chiesa di San Giovanni Evangelista) a Foresto)

## Cultura
El carnaval de Borgosesia data del 1854 i mentre que la resta de carnavals del ritus romà acaben el dijous gras, el de Borgosesia té el seu final el primer dia de la Quaresma, representant una mena de funeral de la pròpia Quaresma.

### Museus
El Museu Etnogràfic i del Folklore Valsesià (Museo Etnografico e del Folklore Valsesiano), situat a l'històric edifici Manifattura Lane, al carrer de Manifatture n° 10, ofereix des de 1977 una exposició dedicada als usos i costums tradicionals de la vall.
El Museu d'Arqueologia i Paleontologia Carlo Conti (Museo di archeologia e paleontologia Carlo Conti), inaugurat l'any 2007 i dedicat a l'escultor Carlo Conti, conserva material paleontològic trobat al pròxim Monte Fenera així com material trobat a l'inici del segle XX per Carlo Conti.

## Economia
L'economia de Borgosesia es centra en les activitats industrials. La ciutat està situada entre dos importants pols industrials: el de la llana, que té el seu centre a Biella, i el d'aixetes i vàlvules, típic de la pròxima Cusio. D'ambdós sectors hi ha algunes empreses importants a Borgosesia, a més a més  d'altres petites i mitjanes empreses relacionades.

## Access per carretera
Borgosesia es desenvolupa al llarg de la carretera provincial (antiga carretera estatal) 299 d'Alagna Valsesia.

## Esports
La ciutat està representada esportivament pel Borgosesia Calcio (Serie D), per l'Eagles Barberi Valsesia (Sèrie D regional) en bàsquet i pel Valsesia Team Volley per al voleibol. Hi ha un poliesportiu que assegura l'activitat de diverses disciplines com la natació, el tennis, el rugbi i l'atletisme i també del futbol sala. Per al futbol també hi ha l'estadi municipal.